# East Access Route
Die East Access Route ist eine kanadische Fernverkehrsstraße. Sie ist kein Highway im eigentlichen Sinne, sondern stellt eine Kombination verschiedener Straßen dar, welche von Südosten kommend in Dawson Creek im Alaska Highway aufgehen.

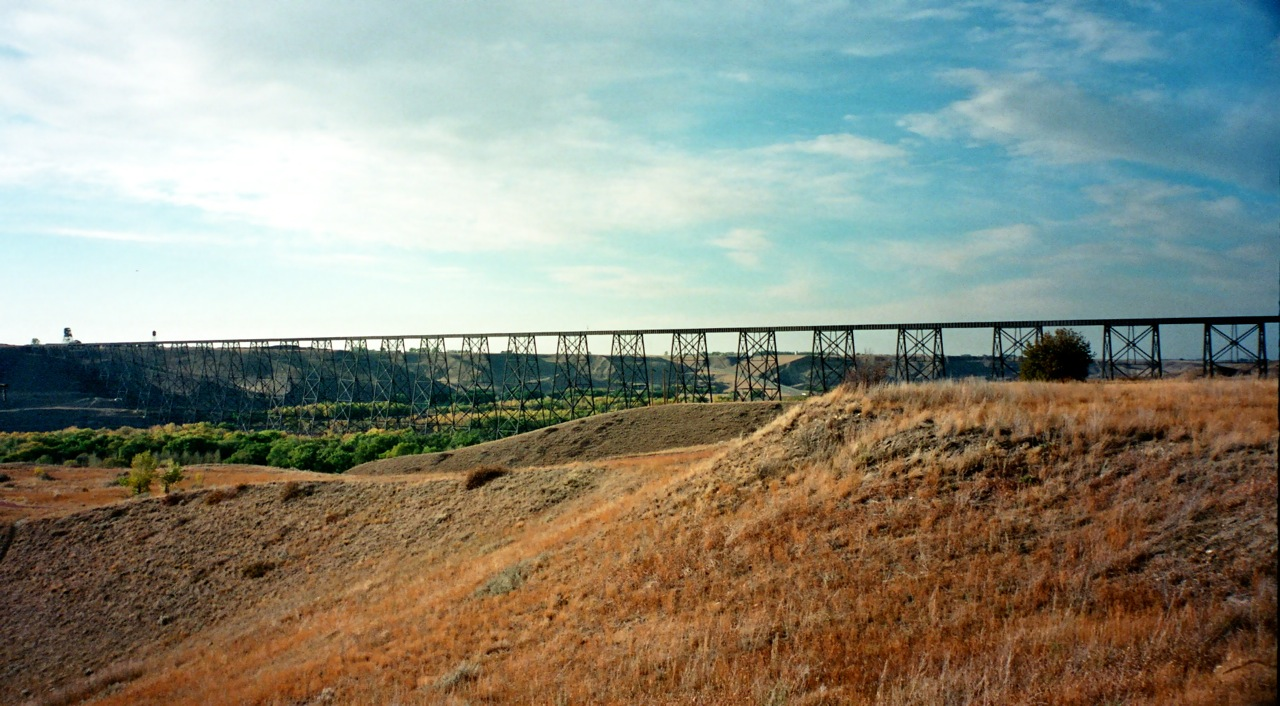
Lethbridge (Alberta)

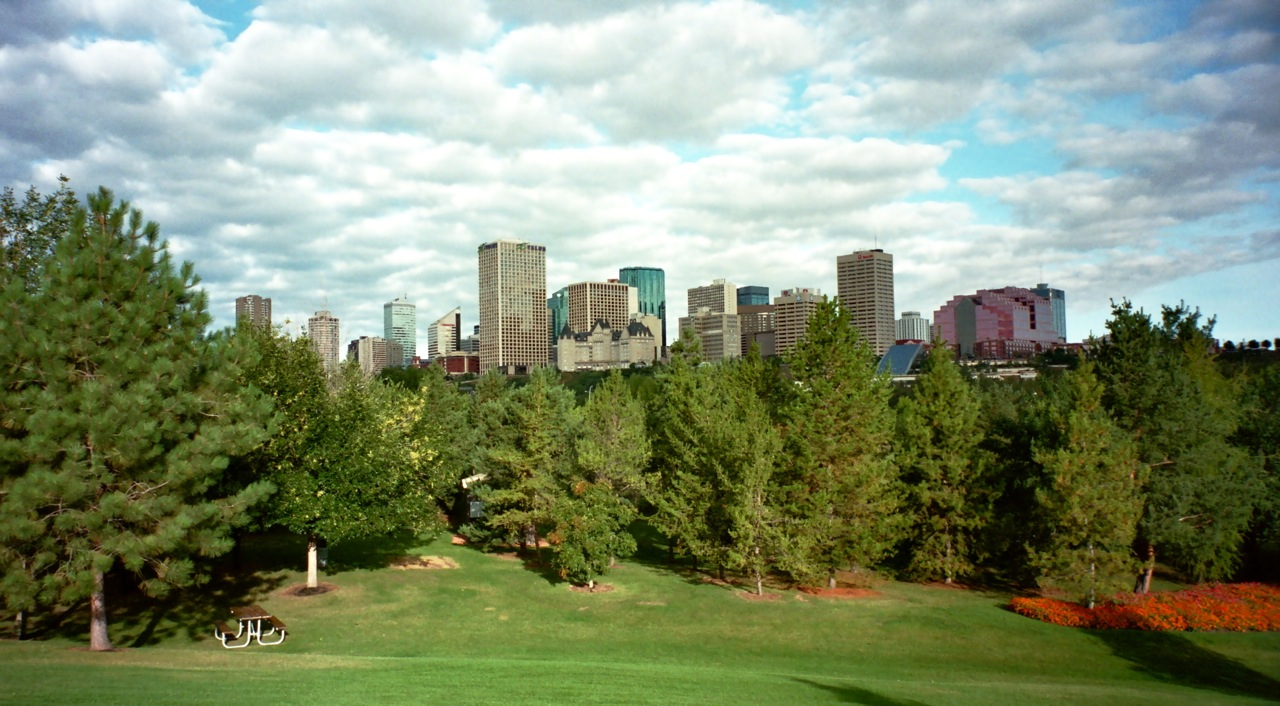
Edmonton (Alberta)

## Verlauf
Ausgangspunkt dieses Zugangs ist Great Falls im US-Bundesstaat Montana. Weitere bedeutende Zwischenstationen sind (Zahlen in Meilen / Kilometern):
1. 118 / 0189 – Sweetwater / Coutts – Grenzübergang Montana (USA) nach Alberta (Kanada) – Interstate 15 / Alberta Highway 4
2. 180 / 0290 – Lethbridge – Alberta Highway 4 / Alberta Highway 3
3. 213 / 0344 – Fort Macloed – Alberta Highway 3 / Alberta Highway 2
4. 319 / 0513 – Calgary – Kreuzung mit dem Trans-Canada Highway
5. 490 / 0788 – Edmonton – Einmündung auf den Yellowhead Highway
6. 509 / 0829 – Stony Plain – Yellowhead Highway 16 / Alberta Highway 43
7. 704 / 1133 – Valleyview – Einmündung Alberta Highway 49 als Hauptzugang zu den Northwest Territories
8. 778 / 1250 – Grande Prairie – Einmündung Alberta Highway 40 (Bighorn Route)
9. 843 / 1356 – Demmitt / Tupper – Grenze zwischen Alberta und British Columbia – Alberta Highway 43 / BC Highway 2
10. 867 / 1395 – Dawson Creek – Beginn des Alaska Highway (BC Highway 97) an der Kreuzung 102nd Ave./10th Street

## Geschichte
Die East Access Route ist schon aufgrund der geographischen und historischen Gegebenheiten der ältere der Zugänge zum Alaska Highway. Die seit dem späten 19. Jahrhundert hier erzeugten Güter wurden über den Peace River und Straßenverbindungen abtransportiert, eine Eisenbahnverbindung entstand erst 1931. Erst in diesem Zusammenhang begann sich die Besiedlung der Region an einem Ort zu konzentrieren, erst 1936 wurde Dawson Creek als Village gegründet. Erst der Bau des Alaska Highway führte dazu, dass das noch lückenhafte und nicht immer ganzjährig befahrbare Straßennetz ausgebaut wurde.